# Lathusia parvipilipes
Lathusia parvipilipes là một loài bọ cánh cứng trong họ Cerambycidae.